# 국사봉산성
국사봉산성은 대한민국 충청남도 천안시 동남구에 있다. 1995년 5월 10일 천안시의 향토문화유산 제28호로 지정되었다.

## 개요
테뫼식 산성으로 둘레 700m이다.